# Maxence Danet-Fauvel

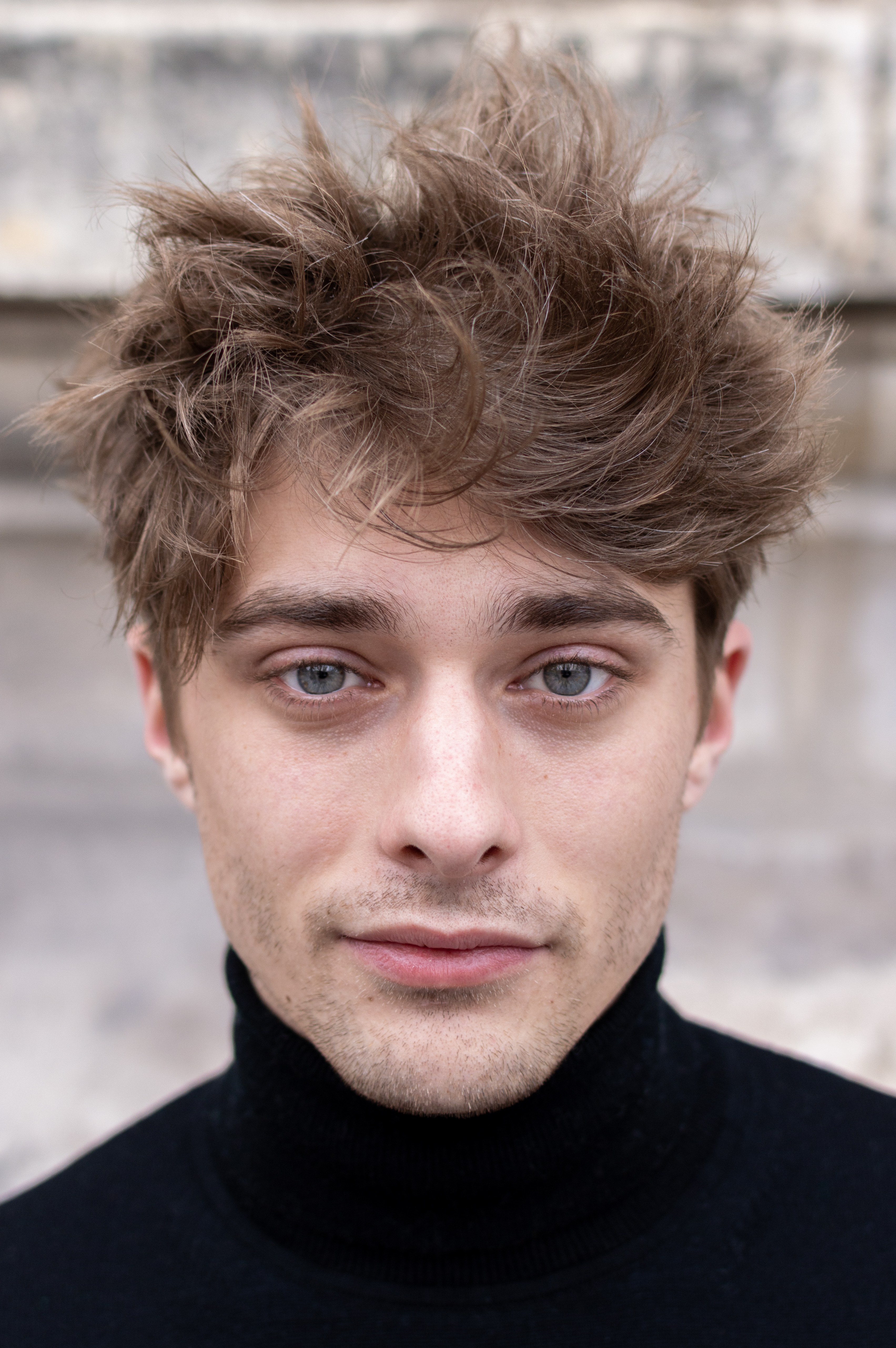
Maxence Danet-Fauvel (2020)

Maxence Danet-Fauvel (* 1993 in Rouen) ist ein französischer Schauspieler.

## Biografie
Maxence Danet-Fauvel begann 2015 als Model, er arbeitete für die französische Agentur Elite Model Management, dann für die Marilyn Agency Paris. Von 2016 bis 2018 nahm er Schauspielunterricht bei Tiffany Stern an der Actors Factory in Paris. 2019 war er Jury-Mitglied des Festival Films courts de Dinan.
Seine erste große Rolle erhielt er als Eliott Demaury in der Serie Skam France, einer französischen Adaption der norwegischen Serie Skam.
Im Jahr 2021 spielte er Tom Riddle in dem Kurzfilm The House of Gaunt: Lord Voldemort Origins, einem nicht kommerziellen Fanfilm.

## Filmografie
- 2019: Disparaître ici, Kurzfilm
- 2019–2022: Skam France, (Fernsehserie, 20 Folgen)
- 2020: Il est elle
- 2021: The House of Gaunt, Kurzfilm
- 2022: Tout ce qu’on croit, Kurzfilm
- 2022: Kämpferinnen (Les Combattantes),  (Fernsehserie, 8 Folgen)
- 2023: Besoin d’amour (Fernsehserie, 5 Folgen)
- 2023: Les Randonneuses (Fernsehserie)